# Наклонена кула в Пиза
Наклонената кула в Пиза е отделно разположена камбанария на катедралата в град Пиза, Италия. Намира се на Площада на Чудесата (Piazza dei Miracoli, Пиаца дей Мираколи). Предназначена да стои вертикално, веднага след началото на строителството през 1173 тя започва да се накланя на север, заради слабата земна основа и неправилното изпълнение на фундирането. Към 2006 наклонът е около 13°. Височината на кулата е 55,86 m от терена до по-ниската страна и 56,70 m до по-високата страна. Теглото ѝ е 14 500 тона.
Строителството е спряно за около 90 години. Когато строежът продължава, кулата започва да променя посоката на наклона от север на юг. Формата на кулата е банановидна, а отклонението от основата е 5,6 m.
През 2007 г. успешно е намалено отклонението при върха с 45 cm до положението от 1838 г. чрез проект, ръководен от специалисти по земна механика, на стойност 20 млн. долара, с отнемане на 70 тона почва от северната ѝ страна и поставянето на баласт и метални тросове.
След реставрацията посетителите могат да виждат разликите между мраморните и варовиковите надстроявания.
Формата на Наклонената кула в Пиза е наклонен цилиндър.